# Åke Espmark
Åke Espmark, född 1 mars 1925 i Strömsund, död 3 augusti 2000, var professor i virologi vid Statens Bakteriologiska Laboratorium (SBL).

## Biografi
Espmark avlade studentexamen i Falun 1945 och medicine licentiatexamen vid Uppsala universitet 1955. Samma år tillträdde han tjänst som laboratorieläkare vid SBL och disputerade för medicine doktorsgrad 1964 vid Karolinska institutet. Han utnämndes till professor och föreståndare för virologiska avdelningen 1967. Espmark tillträdde 1988 tjänsten som klinikchef vid mikrobiologiska laboratoriet i Boden, en tjänst han behöll till pensioneringen. Han hade WHO-uppdrag i Brasilien 1968–1969 och Östafrika 1978 och utsågs 1961 till marinläkare av 1:a graden.
Espmark var medlem i Orphei Drängar.

## Forskning
Inledningsvis var Espmark engagerad som laboratorieläkare i vaccinforskning och -produktion vid SBL, vilket resulterade i avhandlingen. Efterhand kom han över till forskning kring hepatit B-virus (HBV, ursprunglig beteckning australantigen) där han deltog i kartläggningen av dess orsak till orienterarsjukan på 1950- och 1970-talen. Vidare upptäckte han och medarbetare e-antigenet hos HBV och dess antikropp, HBe-ag respektive HBe-ak, det senare även betecknat anti-HBe och han deltog sedan i kartläggningen av deras betydelse som markörer för sjukdomsförloppet.
Under senare delen av sin vetenskapliga verksamhet inriktade Espmark sin forskning i hög grad på sindbisviruset. I samarbete med hudläkaren Marcus Skogh, då verksam i Gävle, hade de fastställt sambandet mellan viruset och Ockelbosjukan.
Resultaten av hepatit B-forskningen och särskilt upptäckten av e-antigenet rönte internationell uppmärksamhet och fick stor betydelse. Det används än i dag i rutinverksamhet över hela världen för att bedöma de smittades smittsamhet, då HBV tillsammans med påvisat e-antigen innebär hög smittsamhet medan avsaknad av e-antigen och särskilt vid närvaro av e-antikroppar indikerar lägre smittsamhet. Det har tolkats att bokstaven "e" i namnet "e-antigen" skulle vara en eponym för Espmark, vilket med emfas förnekades av Espmark själv. Han angav, att antigenen i HBV namngavs i bokstavsordning och att "e" råkade stå på tur efter "d" (pers. medd.).